# Бурхани-хагигат
«Бурхани-хагигат» (азерб. برهان حقیقت) — азербайджанский литературный, общественно-политический журнал, первый печатный орган на азербайджанском языке, издаваемый в Ереване со времени закрытия журнала «Лек-Лек», который также издавался на азербайджанском. Издавался в Ереване с 1 (14) января по 29 июня (12 июля) 1917 года. Журнал печатался дважды в месяц на 8 страницах и всего было выпущено 9 номеров. Название состоит из арабских слов Бурхан (араб. برهان‎ — «доказательство») и Хагигат (араб. حقیقت‎ — «правда»).

## Издание
1 (14) января 1917 года, в издании «Луйс» («Свет» на армянском) под руководством и редакцией поэта, публициста Али Махзуна и издательством представителя интеллигенции Эривани Гасана Мирзазаде Алиева, вышел в свет первый номер журнала «Бурхани-хагигат».

### Авторы журнала
Авторами журнала выступали молланасреддинец Джаббар Аскерзаде (Аджиз), Мирза Джаббар Мамедов, Рагим Наджи, Вахид Муганлы, Тахвил Иревани, а также поэтессы Шохрат, Нигяр, Сария-ханум, Абдульхаг Мехриниса, Фатма Муфида, Рамзиййа и другие, среди которых были также студенты Эриванской учительской семинарии.

## Содержание
В журнале большое место занимали статьи про общественно-политические вопросы, но кроме них также публиковались вопросы домоводства и воспитания детей. Начиная со второго номера, в журнале публиковалось произведение Али Махзуна «По литературе».
В 2012 году литературовед Шафаг Насир совершил транфонелитерацию всех номеров журнала.